# Acquasantiera

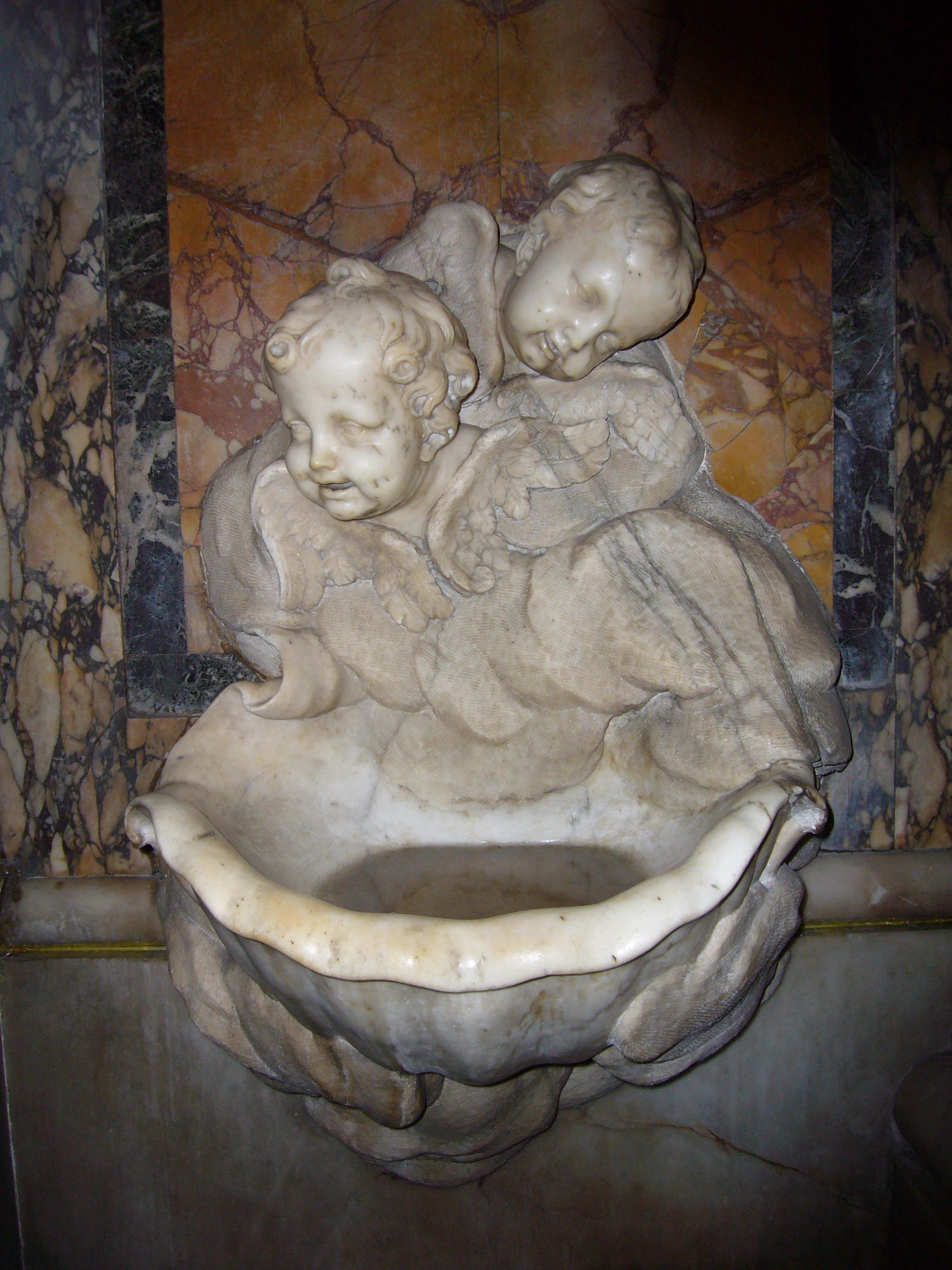
Acquasantiera barocca nella chiesa di Santa Maria Maddalena (Roma)

L'acquasantiera è un recipiente atto a contenere l'acqua santa. Si trova generalmente all'ingresso delle chiese ad uso dei fedeli.
L’uso dell’acqua benedetta in pubblico, non esiste da sempre, ma sembra attestato per la prima volta, come disposizione ecclesiastica (e quindi probabilmente doveva esistere da prima), nell'alto medioevo, precisamente verso la metà del IX secolo: si tratterebbe "dell’aspersione domenicale in ricordo del battesimo". Si diffuse poi rapidamente in tutto l’Occidente favorendo il "progressivo abbandono dell’aspersione pubblica domenicale e dalla sua sostituzione con il più rapido e semplice gesto di segnarsi all’ingresso delle chiese".

## Descrizione
L'acquasantiera può essere fissata al muro (es. acquasantiera "a labbro") o isolata, appoggiata su un sostegno (una colonna, un pilastro o un piedistallo), nel cui caso si parla di acquasantiera a pila. Può essere anche portatile.
Le acquasantiere sono in genere larghe e poco profonde. Vengono spesso realizzate utilizzando materiali duri, spesso pietra da taglio, con un interno per il quale di frequente viene utilizzato il marmo o l'alabastro.

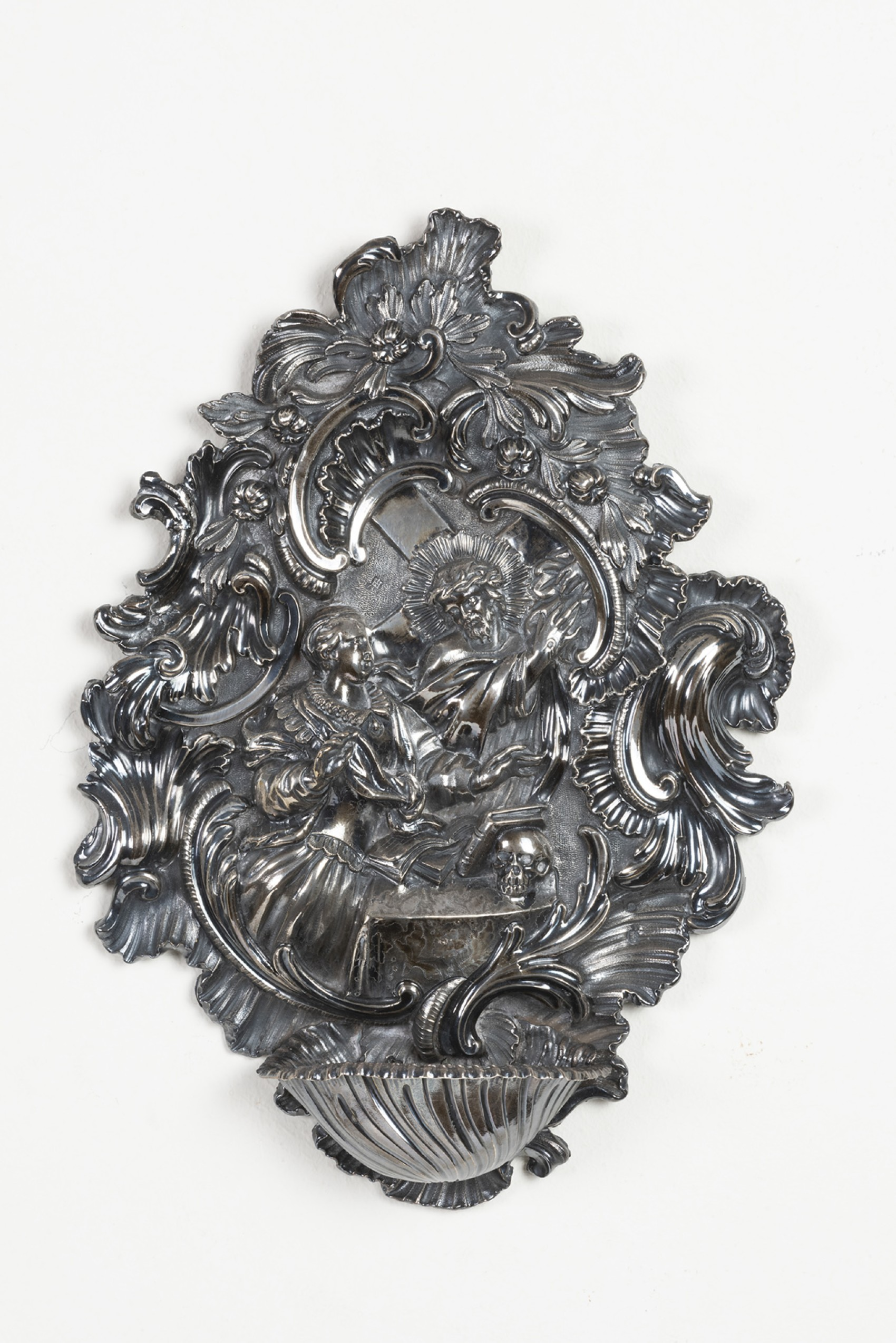
Acquasantiera genovese punzone Torretta

Lo stile delle decorazioni di un'acquasantiera spesso riflette lo stile della chiesa stessa.
Le acquasantiere non vanno confuse con il fonte battesimale, grande contenitore d'acqua benedetta (acqua lustrale) usato per i battesimi.

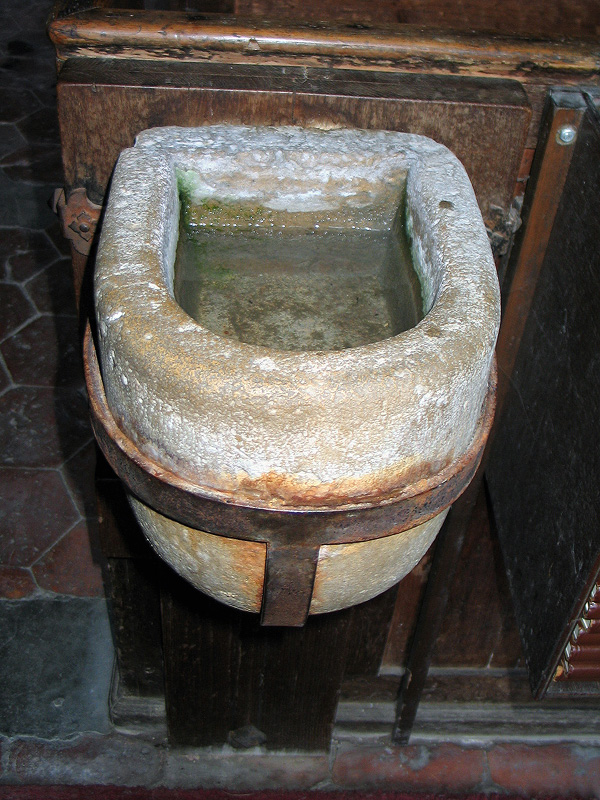
Acquasantiera della chiesa di Saint-Martin a Cormeilles-en-Parisis, Île-de-France
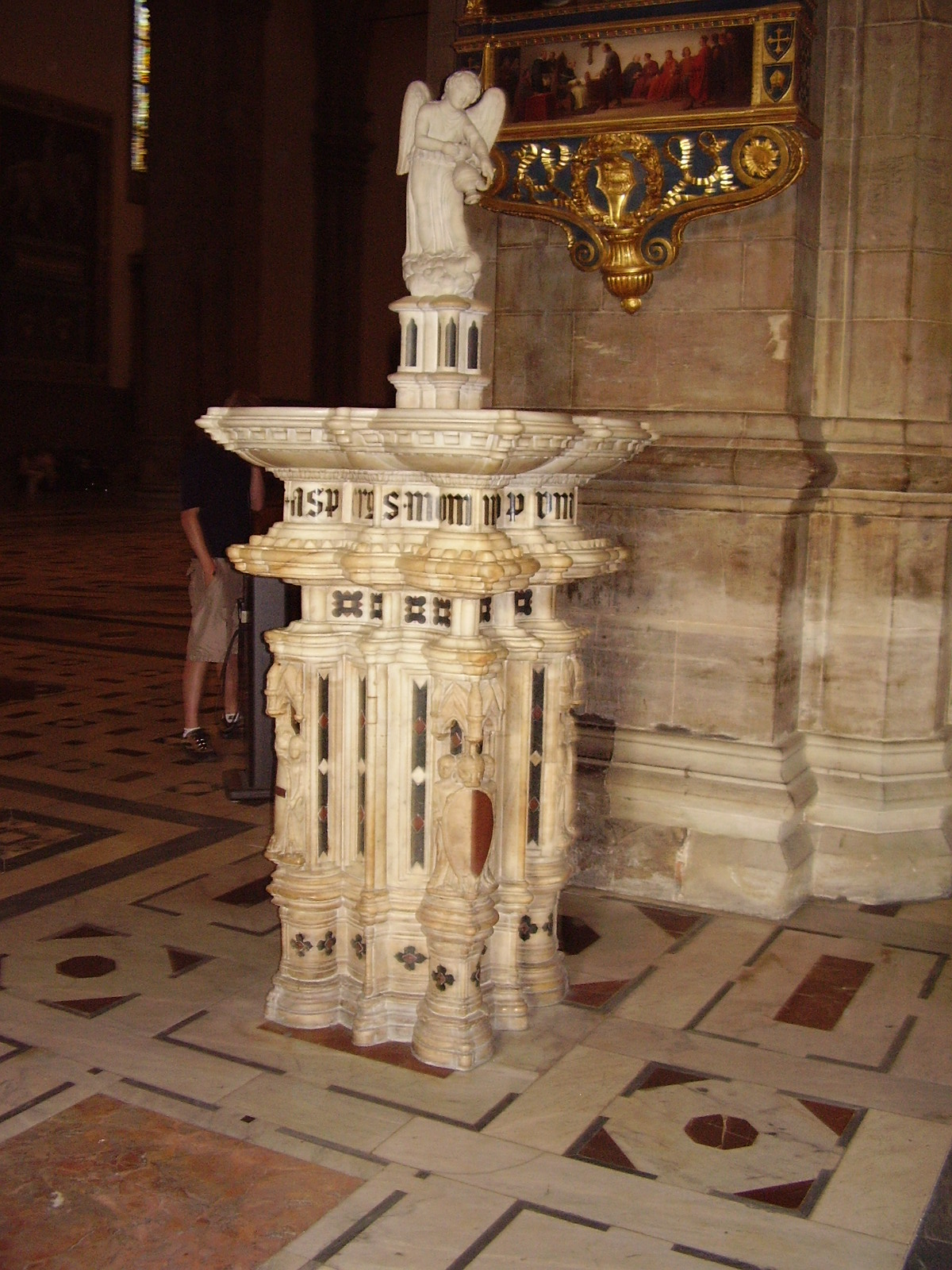
L'acquasantiera gotica di Santa Maria del Fiore, Firenze
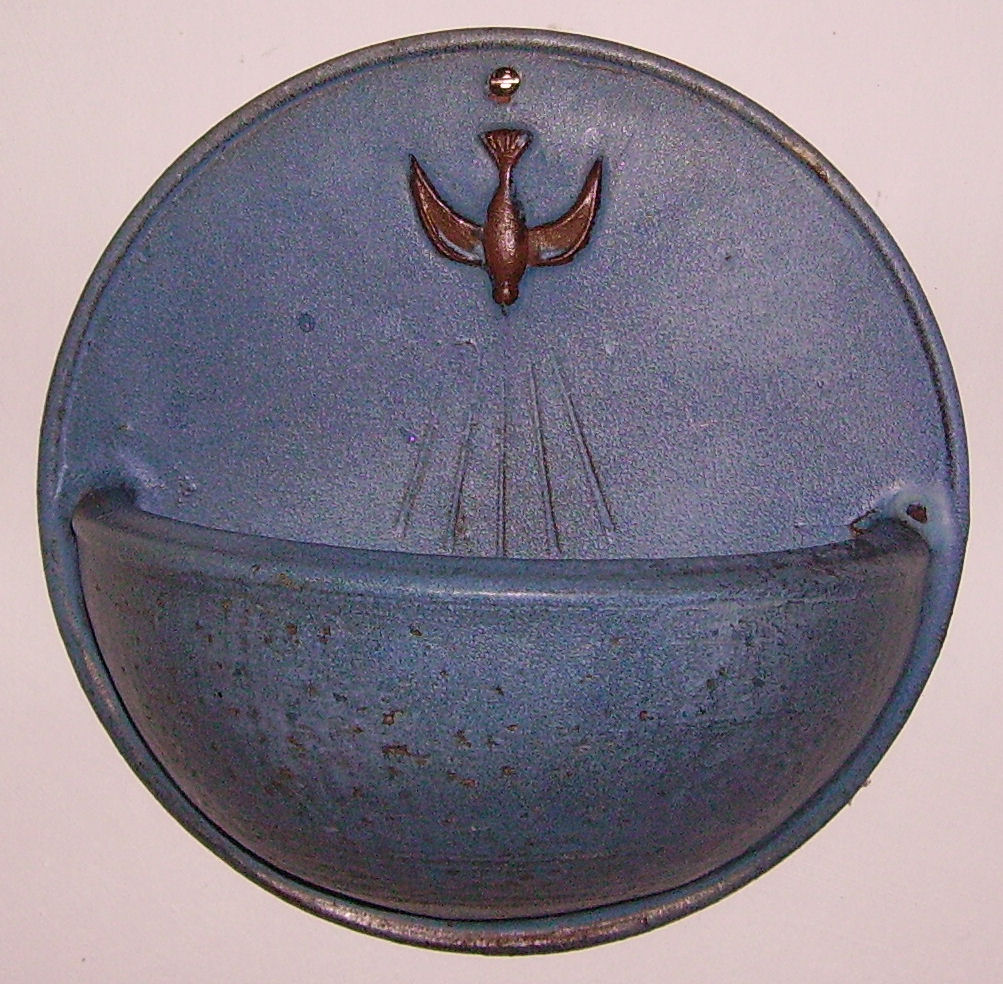
Un'acquasantiera a muro in una chiesa di Hollfeld, Baviera
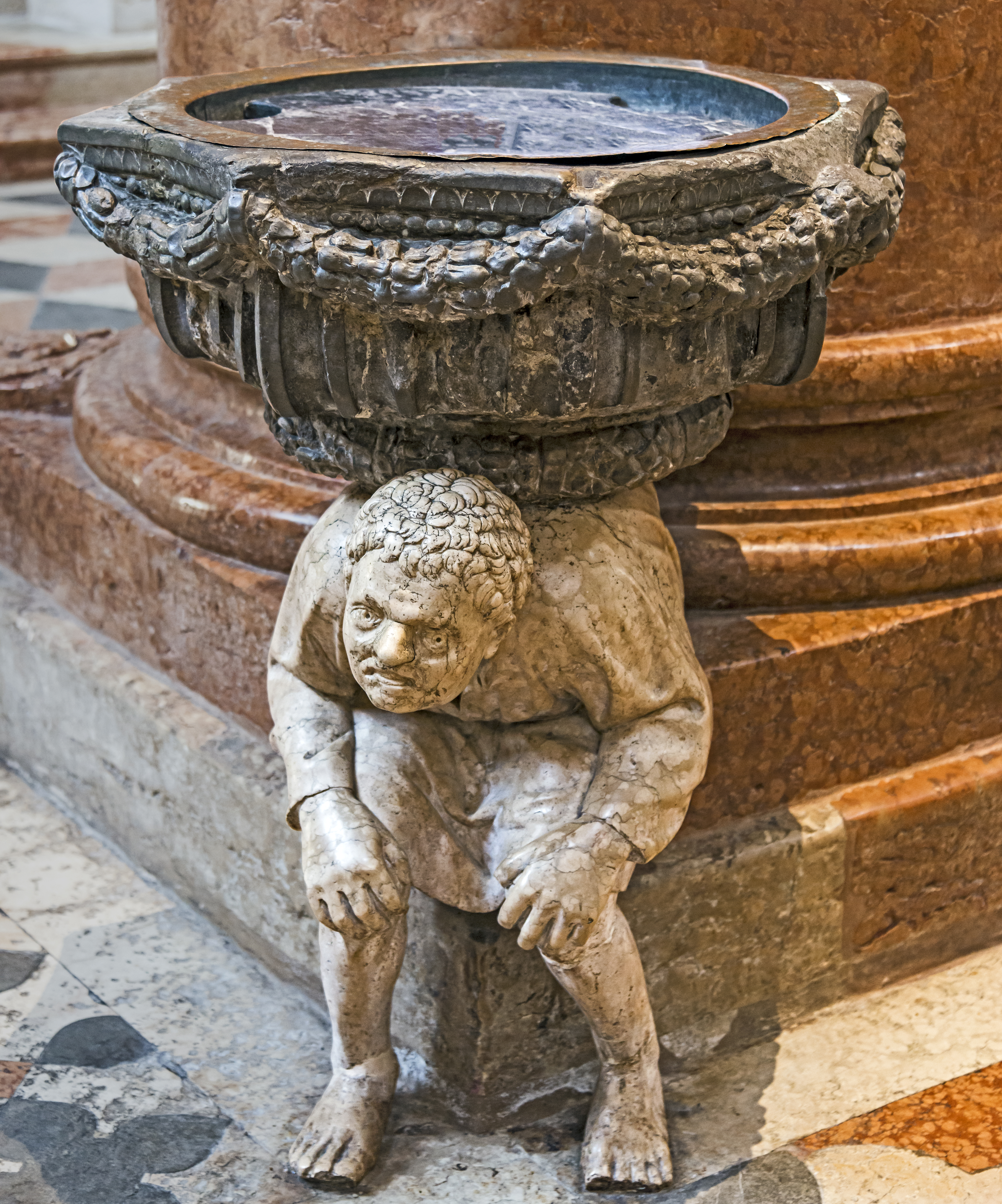
Acquasantiera con telamone, Sant'Anastasia, Verona
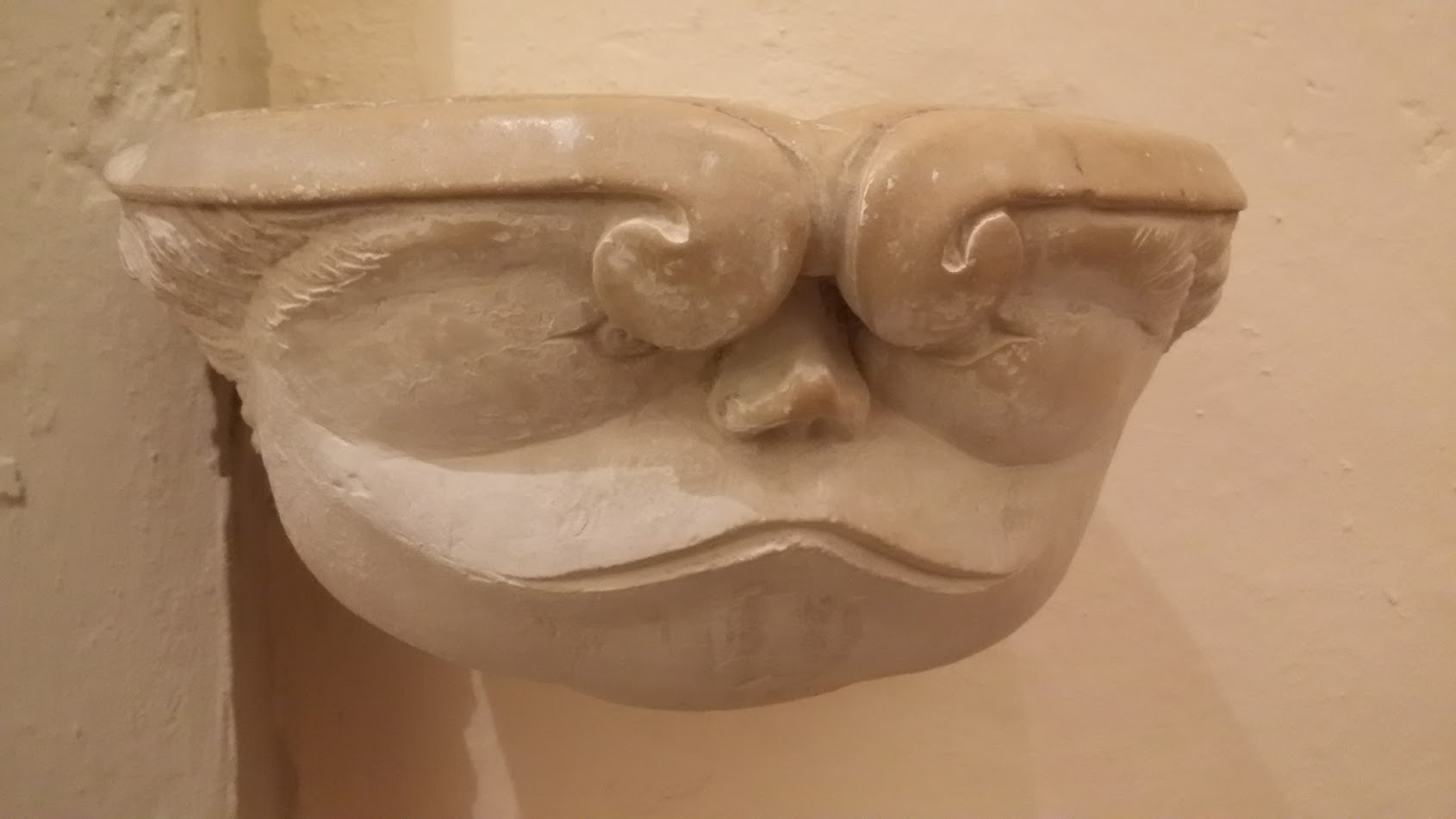
Acquasantiera antropomorfa, Museo di Saludecio e del Beato Amato